# أكسل هولمزتروم
أكسل هولمزتروم (بالسويدية: Axel Holmström)‏ هو صحفي سويدي، ولد في 7 سبتمبر 1881 في Lund Cathedral parish ‏ في السويد، وتوفي في 24 نوفمبر 1947 في Adolf Fredriks parish ‏ في السويد.